# Joaquín Reyes

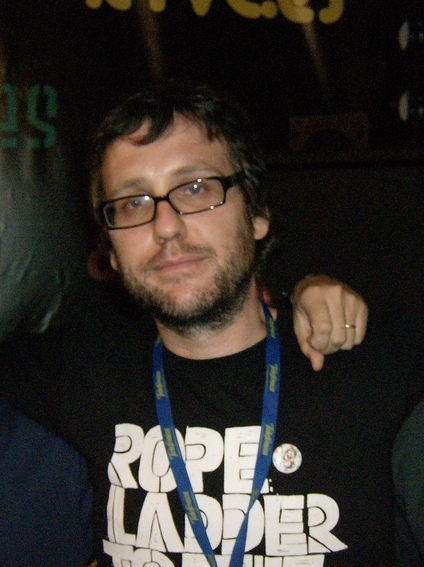
Joaquín Reyes (2008)

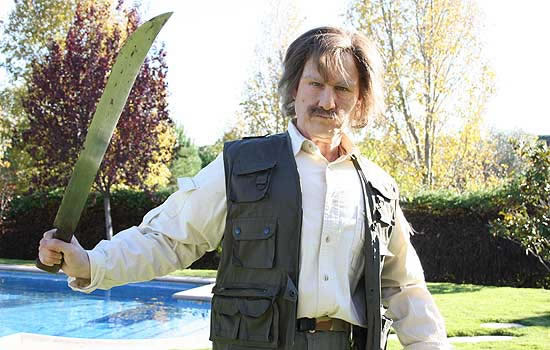
Als Miguel de la Quadra-Salcedo

Joaquín Reyes Cano (* 16. August 1974 in Albacete) ist ein spanischer Komiker, Schauspieler und Zeichner.
Joaquín Reyes ist der Regisseur des Fernsehprogramms Muchachada Nui (La 2, vorher, La Hora Chanante auf Paramount Comedy) mit Ernesto Sevilla, Pablo Chiapella und Raúl Cimas. Außerdem tritt er als Schauspieler in Fibrilando sowie Camera Café (Telecinco) auf und arbeitet mit No Somos Nadie (M80 Radio) zusammen.
Reyes studierte an der Universität Kastilien-La Mancha (Kunstakademie Cuenca) und war der Illustrator der Werke El barco de vapor und Zumo de lluvia von Teresa Broseta.

## Filmographie
- La Gran Revelación, 2004
- La Crisis Carnívora, 2006
- Spanish Movie, 2009

### Fernsehprogramme
- Muchachada Nui (2007-), La 2
- Camera Café (2005-), Richard, Telecinco
- La Hora Chanante (2002–2006), Paramount Comedy
- A Pelo (2006–2007), La Sexta
- Nuevos Cómicos (2001), Paramount Comedy
- ¡Salvemos Eurovisión! (2008), La 1
- Planeta Finito en Escocia (2007), La Sexta
- Lo + Plus (2004–2005), Roberto Picazo, Canal+
- Smonka! (2005), Onofre, Paramount Comedy
- Noche sin tregua (2004–2006), Roberto Picazo, Paramount Comedy
- Miradas 2 (2007), TVE
- Cámara Abierta 2.0 (2007), TVE
- Informe Semanal (2007), TVE
- Silenci? (2006), TV3

## Radio
- No somos nadie, M80 Radio

## Illustrationen
- Sammlung El barco de vapor
  - El club de los coleccionistas de noticias
- Zumo de lluvia von Teresa Broseta
- Colección Grupo SM
  - Latín. Diccionario didáctico
  - Valencià 3º E.P. Nou Projecte Terra.
- Editorial Cruïlla
  - Ortografía castellana elemental
- El País
  - Habitual en los suplementos de verano de 2007-2008.